# Сайрус Маккормік
Са́йрус Макко́рмік (англ. Cyrus Hall McCormick; нар. 15 лютого 1809 — 13 травня 1884) — американський промисловець, винахідник першої жниварки на кінній тязі, засновник компанії «McCormick Harvesting Machine Company», котра в 1902 році стала частиною компанії «International Harvester».

## Винаходи й досягнення

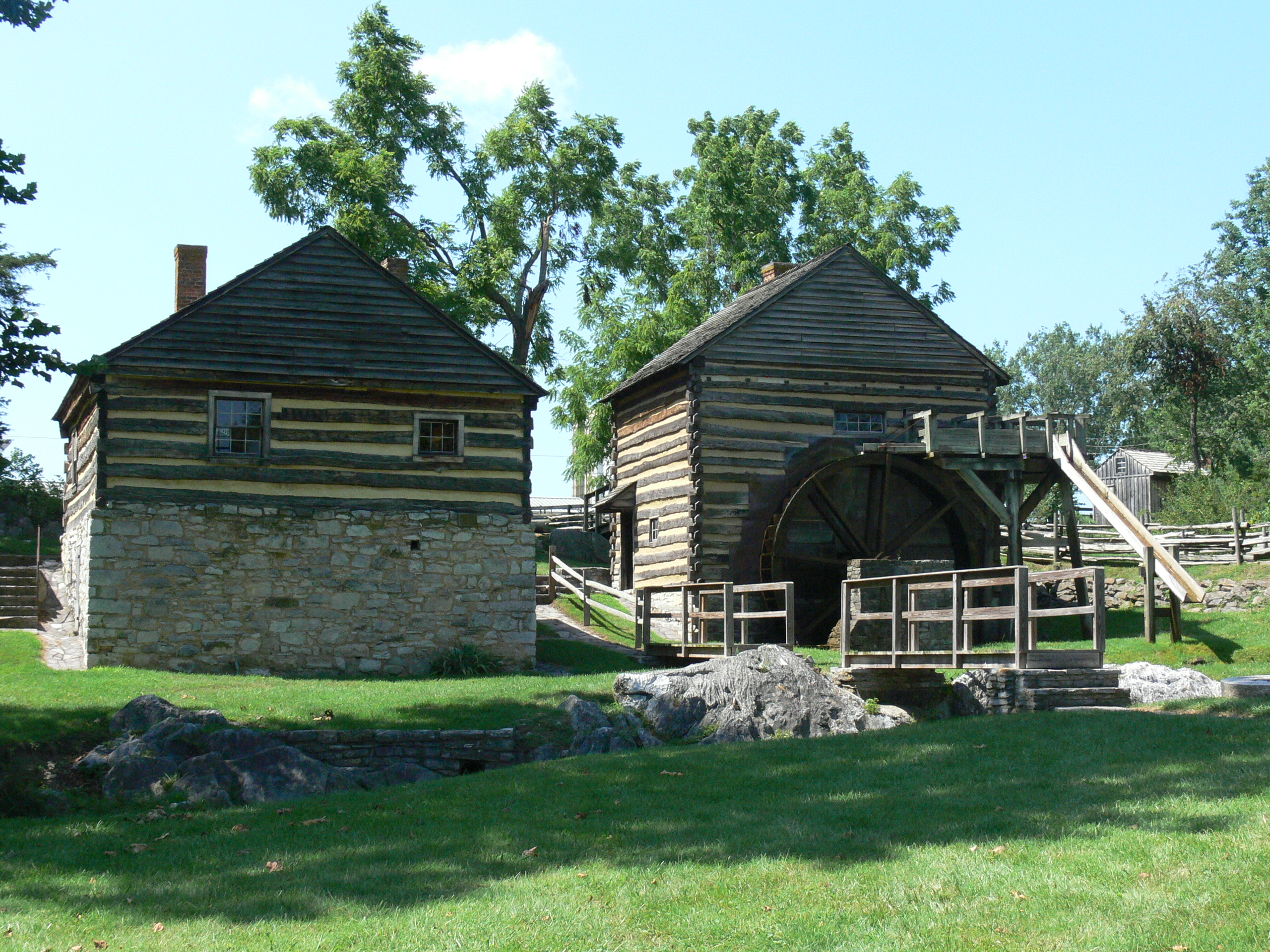
Кузня (ліворуч), у якій Маккорміки виготовляли свої перші жниварки

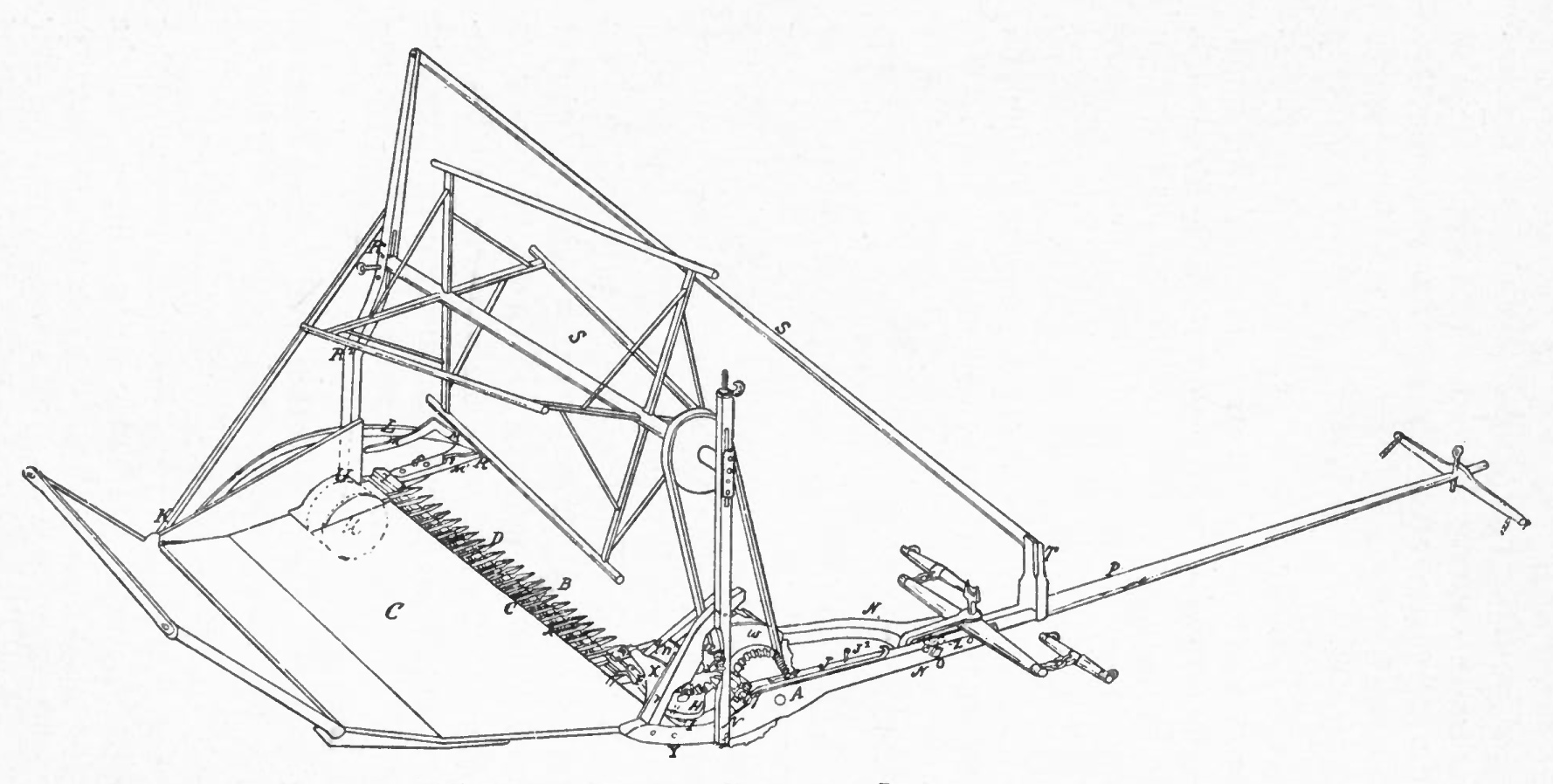
Ескіз жниварки Маккорміка конструкції 1845 року

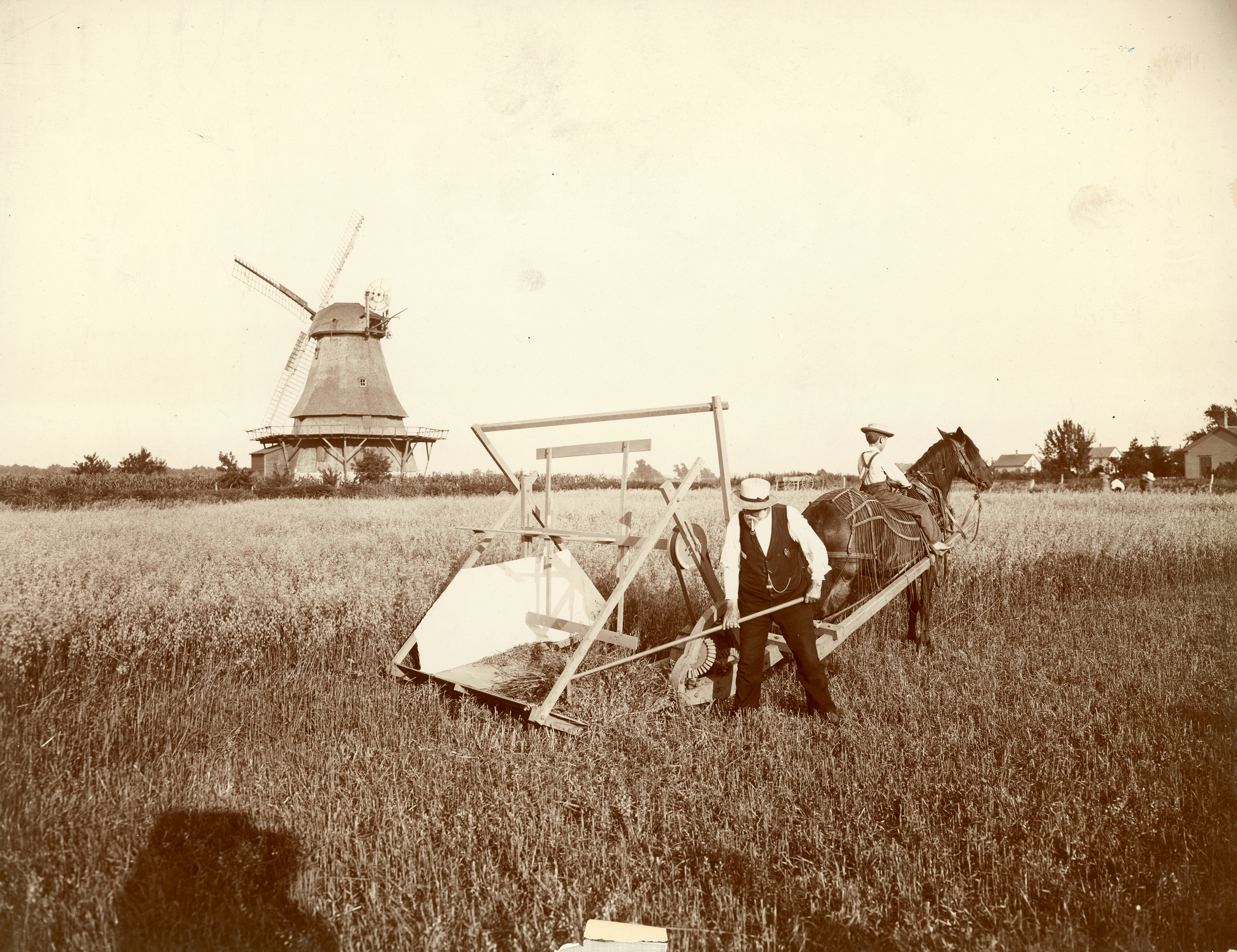
Жниварка Маккорміка під час презентації

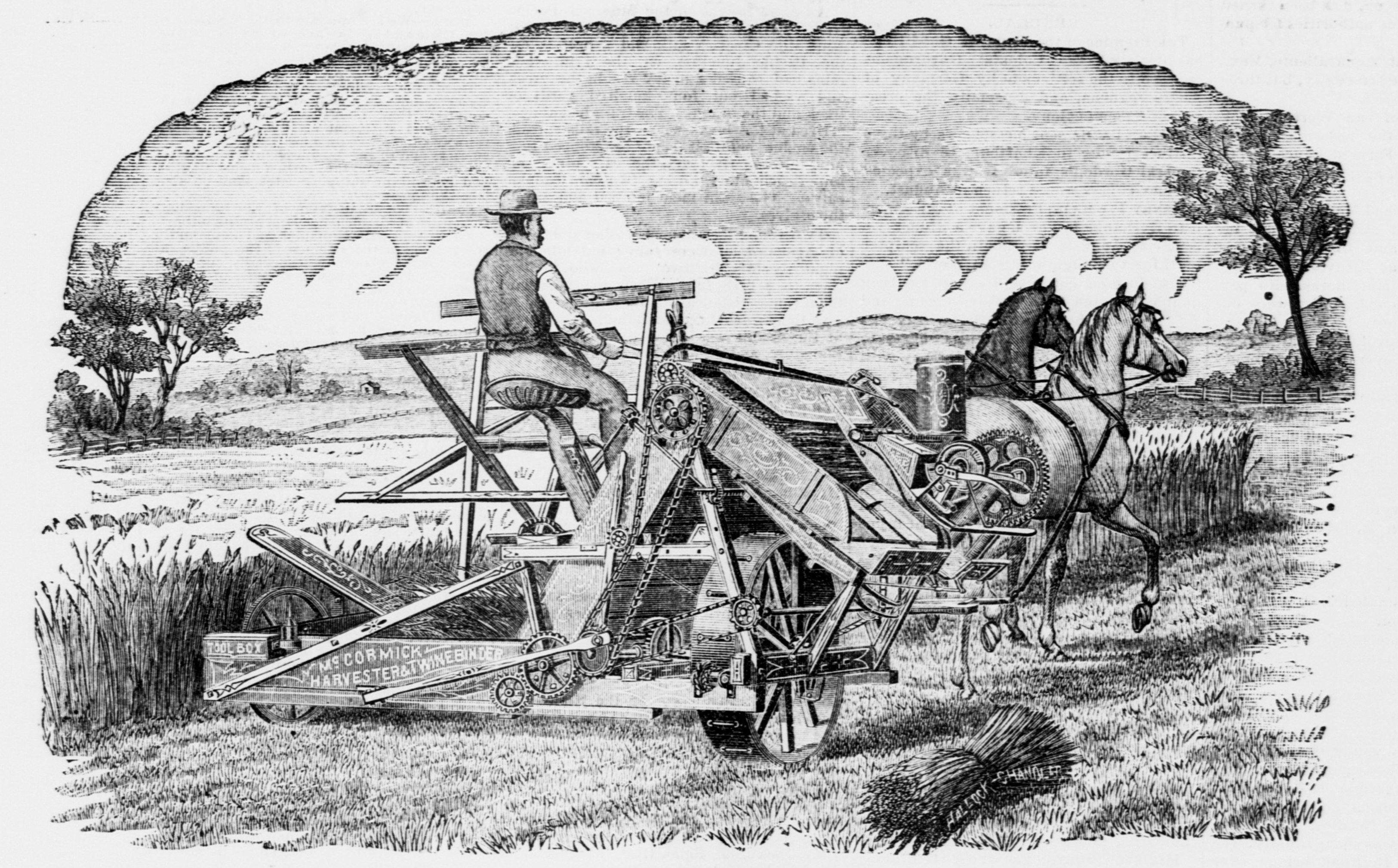
Жниварка-снопов'язалка Маккорміка (1884)

Сайрус був старшим із восьми дітей у сім'ї винахідника Роберта Маккорміка-молодшого (англ. Robert McCormick Jr.; 1780-1846) та Мері Енн Голл (англ. Mary Ann "Polly" Hall; 1780—1853).
Батько Сайруса Маккорміка протягом 28 років працював над проєктом жниварки на кінній тязі, який так і не зумів завершити. У 1830 році він передав кресленики своєму синові, Сайрусу, якому на той час виповнився 21 рік. Сайрус Маккормік, внісши деякі зміни в конструкції, довів проєкт батька до завершення за півтора року,  1831 року продемонстрував жниварку в роботі, а в 1834 році отримав патент на цей винахід.
У 1840-і роки Сайрус Маккормік із сім'єю починає виробництво й продаж жниварок у ковальській майстерні на родинній фермі у Волнат Гроув (англ. Walnut Grove) у Вірджинії. Окрім того, Сайрус здійснює декілька поїздок Середнім Заходом країни, де демонструє свою жниварку й намагається укласти контракти з місцевими промисловцями. Проте до кінця 1846 року йому вдалося продати не більше 100 машин.
У 1847 перебрався до Чикаго, де разом з братом Ліндером заснував (1848) невелику компанію (англ. McCormick Harvesting Machine Company) з продажу сільськогосподарської техніки. Жниварка Маккорміка продавалася дуже добре за рахунок винахідливості братів у сфері маркетингових прийомів. Брати заснували мережу невеликих представництв компанії із спеціально навченими продавцями, які демонстрували роботу жниварки в полі. За короткий час Сайрус зміг довести річне виробництво жниварок до 1500 штук. При цьому попит на його машини дедалі зростав.
Необхідність розширення виробництва змусила Маккорміка запросити в партнери мера Чикаго Вільяма Огдена. Під новою назвою «McCormick, Ogden&Co» при внеску Огдена у 25 000 $ підприємство подвоїло випуск продукції, що вже за рік дало змогу Маккорміку викупити назад долю Огдена за 50 000 $. Після цього «McCormick Harvesting Machine Company» стало виключно сімейним підприємством. Сайрус залучив до роботи своїх молодших братів. Поклавши на них налагоджене виробництво, він зосередився на розбудові системи збуту.

## Патентні війни
Окремим питанням в історії компанії є патентні війни Маккорміка. Окрім претензій інших винахідників, що не полишали спроб оскаржити пріоритет створення жниварки, сам Маккормік робив спроби «підім'яти» під себе перспективний ринок цих машин через продовження дії патенту. У 1848 році він подає заявку на продовження терміну дії патенту, але наштовхується на потужну протидію конкурентів, що подали протест у патентний комітет і протиставили його винаходу недавно запатентований винахід Оведа Хассі (англ. Obed Hussey). Судову тяжбу Маккормік програв. У разі виграшу процесу він отримував би по 25$ з кожної випущеної жниварки, а це на той рік дало б йому 500 000 $, до того ж ринок сільськогосподарської техніки постійно зростав. Після успіхів у Європі Маккормік у 1859 та 1861 роках зробив ще дві невдалі спроби продовжити термін дії патенту. Остання спроба завершилась такою відповіддю голови патентного комітету: «Жниварка становить занадто велику цінність для нації, щоб її виробництво контролювала одна людина».
Велика чиказька пожежа 1871 року знищила завод Маккорміків. Страхову виплату в 100 000 $ Сайрус забрав собі, чим спричинив конфлікт з братом Ліндером. Ліндер за підтримки двох сестер спробував довести, що справжнім винахідником конструкції жниварки був їхній батько Роберт Маккормік, а Сайрусу він передав справу за умови, що прибуток буде ділитися поміж усіма його дітьми. Сайрусу допомогла дана під присягою на Біблії клятва його матері в тому, що жниварку винайшов її син Сайрус.
У 1876 році Сайрус Маккормік сконструював також снопов'язалку, що могла не лише косити збіжжя та вкладати покоси, але й одночасно в'язати його у снопи.
У 1884 році Сайрус Маккормік-старший помирає, а потужну компанію успадковує його син Сайрус Маккормік-молодший. Багато в чому саме завдяки його рекламній та пропагандистській кампанії у 1893 році ім'я Сайруса Маккорміка-старшого було внесене до списку тридцяти найбільших винахідників Америки. Брат Ліндер протестував проти цього, стверджуючи, що автором винаходу був їхній батько. Цю «справу» продовжив і його син, котрий виступав у 1909 році проти уведення Сайруса Маккорміка у фермерську залу слави, а в 1910 році опублікував книгу «Винахідник Роберт Маккормік».

### Нагороди
- Жниварка Маккорміка отримала чимало нагород і премій.
- Маккормік був обраний членом-кореспондентом Французької академії наук.
- Жниварка отримала Золоту медаль на Всесвітній виставці у Лондоні (1851).
- Ім'я Маккорміка представлене у залі слави досягнень американського підприємництва з 1975 року.
- Іменем Маккорміка названі місто й округ у штаті Південна Кароліна.